# Abu Ya'la
Abū Yaʿlā Muḥammad ibn al-Ḥusayn Ibn al-Farrāʾ più noto come al-Qāḍī Abū Yaʿlā (in arabo ابو يعلى محمد بن الحسين ابن الفرّاء‎?; Baghdad, aprile 990 – 15 agosto 1066) è stato un teologo e giurista arabo di scuola giuridica hanbalita.
Operò all'epoca dei Califfi abbasidi al-Qādir bi-llāh e al-Qa'im bi-amri llāh.

## Vita
Figlio di un notaio (shāhid) hanafita, grandemente apprezzato per la sua probità e competenza, Ibn al-Farrāʾ studiò però sotto la guida dell'hanbalita Ibn al-Ḥāmid, di cui prese il posto al momento della sua morte nel 1012.
Rifiutò il medesimo posto del padre nel 1030 o 1031 ma lo accettò nel 1036, per l'insistenza di alcuni rinomati personaggi appartenenti al mondo hanbalita, tra cui Abū Manṣūr b. Yūsuf (m. 1067) e Abū ʿAbd Allāh b. Jarāda (m. 1077). .
Fu tra gli ascoltatori maggiormente noti in occasione della lettura pubblica del documento del califfo al-Qādir - definito a causa del suo nome Qādiriyya - nel quale si enunciavano i principi dogmatici del pensiero sunnita circa gli Attributi divini (ṣifāt) e sull'increatezza (ghayr makhlūq) del Corano.
Dal 1055 divenne Qāḍī del Ḥarīm, una parte della reggia califfale, a condizione di essere esentato dalle incombenze cerimoniali di corte e di poter continuare a svolgere il suo insegnamento in alcune Madrase di Baghdad, che gli valse un gran numero di discepoli, alcuni dei quali destinati a ricoprire posti di grande rilievo.

## Opere
Tra le sue opere più note figurano le Ṭabaqāt al-ḥanābila (Le classi degli hanbaliti) ma quella più importante fu probabilmente il Kitāb al-muʿtamad fī uṣūl al-dīn, che si occupa del tema della conoscenza. Sono anche note numerose sue "confutazioni" (al-radd ʿalā) di sapore polemistico.
- al-Aḥkām al-sulṭāniyya, Trattato sul diritto pubblico islamico.
- Kitāb al-muʿtamad fī uṣūl al-dīn, esposizione sistematica hanbalita sulla dogmatica, avversa al Mutazilismo, edizione di Wadi Z. Haddad (Beirut, Dar El-Machreq, 1974). Ibn al-Farrāʾ esprime in dettaglio l'obbligo di rispettare il principio (bene espresso dai mutaziliti) dell'amr bi-l-maʿrūf wa l-nahy ʿan al-munkar.[3]
- Ibṭāl al-taʾwīlāt li-akhbār al-ṣifāt, confutazione dell'interpretazione ashʿarita sugli Attributi divini, con la convinta affermazione dell'approccio hanbalita, da accettare senza provare a darne una spiegazione razionale (bi-lā kayfa). Edizione di Muḥammad ʿUthmān (Beirut, Dār al-kutub al-ʿilmiyya, 2009).
- al-ʿUdda fī uṣūl al-fiqh, lavoro di Usūl al-fiqh. Edizione in 5 tomi di Aḥmad Ibn-ʿAli Sīr al-Mubārakī (Riad, al-Muḥaqqiq, 1990).